# Dian Chi
Der Dian Chi (chinesisch 滇池, Pinyin Diān Chí) ist ein Süßwassersee im Ostteil des Yunnan-Guizhou-Plateaus auf dem Gebiet der Stadt Kunming, der Hauptstadt der chinesischen Provinz Yunnan. Er wird manchmal auch Kunming-See genannt.
Das denkmalgeschützte Wasserkraftwerk Shilongba wird mit seinem Wasser betrieben.
Im See lebte der nur hier vorkommende, zwischenzeitlich jedoch als ausgestorben geltende Wolterstorff-Molch.